# 우리가 계절이라면
《우리가 계절이라면》은 2017년 9월 3일에 방영한 《KBS 드라마 스페셜 2017》 시리즈 중 첫 번째 작품이다.

## 줄거리
해림과 기석은 태어날 때부터 함께 자라 천생연분이라는 말이 잘 어울리는 커플이다. 말로 표현하지는 않았지만 그 누구보다 서로에게 소중한 존재였다. 그런 그들의 틈에 전학생 동경이 끼어든다. 두 사람은 감정 표현이 서툴렀지만, 그들과 달리 동경은 그 누구보다 감정을 표현하는 데 거침이 없었다. 동경이 만든 작은 파문은 단단하기만 할 것 같던 그들의 관계를 흔드는 데 충분했다. 아직은 모든 게 미숙하기만 했던 그 시절, 우리가 잊고 있던 그 때가 다시 떠오른다.

## 등장 인물

### 주요 인물
- 채수빈 : 윤해림(19세) 역

무엇 하나 부족한 게 없이 공부도 잘하고 외모도 뛰어났다. 창문만 열면 바로 건너편에 사는 기석과는 태어날 때부터 친구였다. 가족들이 거는 많은 기대에 항상 부담감을 느끼고 있다.
- 장동윤 : 엄기석(19세) 역

친구들과의 축구를 즐기며, 영화를 좋아하여 촬영 감독의 꿈을 가지고 있다. 한때 앞집 해림과는 중학교 시절 잠시 어색했던 시간도 있었지만, 이내 다시 친해져 고등학교 3년 내내 붙어 다녔다.
- 진영 : 오동경(19세) 역

서울에서 전학 온 첫 날부터 해림과 기석을 만나며 서로에게 깊은 인상을 남겼다. 생각의 표현에 있어서 거침이 없으며, 또래 친구들보다 본인의 주관이 뚜렷하다.

### 주변 인물
- 이준혁 : 이준혁 역 - 담임교사
- 정인기 : 윤기현 역 - 해림의 아버지
- 남기애 : 김미희 역 - 해림의 어머니
- 안승균 : 서민준 역 - 기석의 반 친구
- 고건한 : 이정호 역 - 기석의 반 친구
- 이현진 : 박은영 역 - 해림이와 가장 친한 친구

### 그 외 인물
- 윤다경
- 이윤상
- 손강국
- 유지현
- 이시원
- 김유나
- 황준우
- 김보민
- 이시훈

## 시청률
- 전국 시청률 : 4.1%[1]